# 宣武公
宣武公可以指: 
- 南郡宣武公桓溫
- 陝宣武公郭興